# Juillet 1940
Cette page présente les faits marquants du mois de juillet 1940.
Les événements concernant la Seconde Guerre mondiale sont détaillés dans l'article Juillet 1940 (Seconde Guerre mondiale).

## Événements
- 1er juillet :
  - Les Îles Anglo-Normandes sont complètement occupées ;
  - Le gouvernement français se déplace à Vichy.

- 2 juillet :
  - Hitler ordonne la préparation des plans pour l'invasion de la Grande-Bretagne, nom de code Opération Otarie.
  - Les Polonais de la Brigade des chasseurs des Carpates, que le gouvernement de Vichy veut désarmer en Syrie, passent en Palestine avec armes et bagages.
  - L'URSS occupe une partie de la Roumanie.
  - Début de l'Opération Catapult

- 3 juillet : dans le cadre de l'Opération Catapult, la Royal Navy attaque la flotte française à Mers el-Kébir près d'Oran : 1 297 marins sont tués, l'escadre d'Alexandrie est neutralisée et tous les navires français ayant trouvé refuge dans les ports britanniques sont « saisis » par la Royal Navy.

- 4 juillet : dans le cadre de l'Opération Catapult, la flotte française stationnée à Alexandrie est internée.

- 5 juillet : rupture des relations diplomatiques entre le gouvernement de Vichy et le gouvernement britannique.

- 6 juillet : dans le cadre de l'Opération Catapult, nouvelle attaque britannique sur Mers-el-Kébir. Cible principale de cette seconde attaque aérienne, le cuirassé Dunkerque, déjà endommagé par la première attaque trois jours plus tôt.

- 7 juillet : la compagnie aérienne espagnole Iberia est nationalisée.

- 8 juillet :
  - dans le cadre de l'Opération Catapult, les Britanniques lancent un raid d'avions torpilleurs sur le cuirassé français Richelieu en rade de Dakar. endommageant ses hélices.
  - TWA met en service le Boeing 307 Stratoliner entre New York et Los Angeles. C'est le premier avion de transport pressurisé à entrer en service commercial.

- 9 juillet :
  - Combat naval entre les flottes italienne et britannique.
  - Opération Anger

- 10 juillet :
  - L'Assemblée française donne les pouvoirs constituants au chef du conseil, Philippe Pétain, le président de la République Albert Lebrun se trouve ainsi « démissionné » d'office. C'est la fin de la Troisième République.
  - Rédaction par le communiste français Jacques Duclos du texte connu sous le nom « d'appel du 10 juillet » qui sera diffusé à partir du mois d'août.
  - Début de la bataille d'Angleterre. La RAF repousse la tentative aérienne massive de Goering.

- 11 juillet : Philippe Pétain qui prend le titre de chef de l'État français annonce à la radio qu'il compte mener de grandes réformes.

- 12 juillet : publication en France du premier numéro de l'hebdomadaire antisémite « Au Pilori ».

- 14 juillet :
  - Fondation du mouvement de résistance parisien Les Amis d'Alain Fournier.
  - Opération Ambassador

- 17 juillet : parachutage du premier espion de la France libre en zone occupée.

- 20 juillet : la Roumanie et le Danemark quittent la Société des Nations.

- 21 juillet :
  - Le gouvernement tchèque en exil s'installe à Londres.
  - La Suisse, neutre, fortifie son réduit national dans les Alpes.

- 22 juillet :
  - Hitler propose la paix au gouvernement britannique.
  - Les Nouvelles-Hébrides se rallient à la France libre.

- 24 juillet : les départements de la Moselle, du Haut-Rhin et du Bas-Rhin sont annexées "de fait" au IIIe Reich.

- 25 juillet :
  - Les femmes et les enfants reçoivent l'ordre de tous évacuer Gibraltar.
  - Bombardement des bases britanniques de Palestine par l'aviation italienne.

- 26 juillet : ralliement de la Côte d'Ivoire au Général de Gaulle.

- 27 juillet : le personnage d'animation Bugs Bunny fait ses débuts au cinéma.

## Naissances
- 1er juillet : Carles Santos Ventura, musicien, pianiste et compositeur espagnol († 4 décembre 2017).
- 3 juillet : Ennio Doris, industriel italien († 24 novembre 2021).
- 4 juillet : Tony Tarantino, acteur américain († 8 décembre 2023).
- 5 juillet : 
  - Helio Matheus, chanteur et compositeur brésilien († 9 février 2017).
  - Chuck Close, peintre américain († 19 août 2021).
- 6 juillet : 
  - Milan Blažeković, réalisateur de films d'animation croate († 30 mai 2019).
  - Noursoultan Nazarbaïev, homme d'État kazakh, président de la République du Kazakhstan.
- 7 juillet : 
  - Ringo Starr, musicien, batteur du groupe les Beatles.
  - Wolfgang Clement, homme politique allemand († 27 septembre 2020).
- 8 juillet : Oumar Khassimou Dia, homme politique sénégalais et ingénieur agronome de formation († 10 mai 2022).
- 9 juillet : Manfred Jung, ténor et chanteur d'opéra allemand († 14 avril 2017).
- 10 juillet : Dawie de Villiers, ancien joueur de rugby à XV sud-africain († 23 avril 2022).
- 11 juillet : Yvon Charbonneau, syndicaliste et homme politique québécois († 22 avril 2016).
- 13 juillet :
  - Roger De Breuker, coureur cycliste belge († 26 octobre 2018).
  - Paul Prudhomme, cuisinier américain d'origine cajun († 8 octobre 2015).
- 14 juillet : Ali Eid, homme politique alaouite libanais († 25 décembre 2015).
- 15 juillet : Denis Héroux, producteur, réalisateur, scénariste et monteur québécois († 10 décembre 2015).
- 18 juillet : Anna Chromý, peintre et sculptrice tchécoslovaque puis tchèque († 18 septembre 2021).
- 19 juillet : Valentin Bibik, compositeur soviétique puis ukrainien († 7 juillet 2003)
- 20 juillet : Tony Allen, batteur, auteur-compositeur nigérian († 30 avril 2020).
- 21 juillet : Marco Maciel, homme politique et avocat brésilien († 12 juin 2021).
- 22 juillet : 
  - Alex Trebek, acteur, animateur de jeux télévisés et producteur canadien († 8 novembre 2020).
  - Vera Tschechowa, actrice allemande († 3 avril 2024).
- 23 juillet : Danielle Collobert, écrivaine française († 24 juillet 1978).
- 25 juillet : Lourdes Grobet, photographe mexicaine († 15 juillet 2022).
- 26 juillet : Jean-Luc Nancy, philosophe français († 23 août 2021).
- 27 juillet :
  - Gary Kurtz, producteur américain († 23 septembre 2018).
  - Bharati Mukherjee, écrivaine américaine († 28 janvier 2017).
- 28 juillet : Eduardo Endériz, footballeur uruguayen nationalisé espagnol († 24 août 1999).
- 30 juillet : Mohamed Saïd al-Sahhaf, diplomate et homme politique irakien († 5 mars 2021).

## Décès
- 5 juillet : Wincenty Wodzinowski, peintre et professeur d'art polonais (° 1866).
- 15 juillet : Robert Wadlow, géant américain considéré comme l'homme le plus grand de l'histoire et dont la taille (2,72 m) a pu être vérifiée et attestée (° 22 février 1918).